# 国鉄タキ3500形貨車
国鉄タキ3500形貨車（こくてつタキ3500がたかしゃ）は、かつて日本国有鉄道（国鉄）及び1987年（昭和62年）4月の国鉄分割民営化後は日本貨物鉄道（JR貨物）に在籍した私有貨車（タンク車）である。
本形式と同一の専用種別であるタサ5000形についても本項目で解説する。

## タキ3500形
タキ3500形は1954年（昭和29年）11月27日から1964年（昭和39年）9月4日にかけて179両（タキ3500 - タキ3599、タキ13500 - タキ13576）が新潟鐵工所、造機車輌、富士重工業、汽車製造、川崎車輛、舞鶴重工業にて製造又は改造編入されたアルコール専用の 30 t 積 貨車（タンク車）である。
うち2両（タキ3536、タキ3537）は1959年（昭和34年）11月18日に東急車輛製造にてタキ1500形（タキ15003 - タキ15004）から改造されタキ3500形に改造編入された車である。改造内容は加熱管と点検蓋を撤去した程度の最小限であった。
落成当時の所有者は、内外輸送、協和醗酵工業の2社であり、協和醗酵工業は1両（タキ3535）のみの所有であった。後年内外輸送所有車のうち12両（タキ3525 - タキ3534、タキ3536、タキ3537）が日本陸運産業へ名義変更された。
本形式の他にアルコールを専用種別とする形式にはタ2000形（3両）、タム8100形（11両）、タサ3000形（82両）、タサ3200形（3両）、タサ3500形（3両）、タサ5000形（1両、後述）、タキ500形（6両）、タキ600形（20両）、タキ7200形（8両）、タキ7250形（115両）、タキ13700形（30両）、タキ13800形（25両）の12形式があった。
1979年（昭和54年）10月より化成品分類番号「燃31」（燃焼性の物質、引火性液体、危険性度合2（中））が標記された。
所有者は大半が内外輸送（179両中178両）であったため、形態の変化の少ない形式である。キセ（外板）なしドーム付きタンク車であり、荷役方式はマンホールによる上入れ、吐出管による下出し式である。
塗色は、黒であり、全長は13,600mm、全幅は2,450mm、全高は3,877mm、台車中心間距離は9,500mm、実容積は37.5m3 - 38.5m3、自重は18.0t - 19.8t、換算両数は積車5.0、空車2.0、最高運転速度は75km/h、台車はベッテンドルフ式のTR41Cである。
1987年（昭和62年）4月の国鉄分割民営化時には111両がJR貨物に継承されたが、1988年（昭和63年）度から淘汰が始まり、1995年（平成7年）度末時点では18両が現存していたが、1999年（平成11年）4月に最後まで在籍した2両（タキ3540、タキ3597）が廃車になり同時に形式消滅となった。

## 年度別製造数
各年度による製造会社と両数、所有者は次のとおりである。（所有者は落成時の社名）
- 昭和29年度 - 4両
  - 新潟鉄工所 2両 内外輸送（タキ3500 - タキ3501）
  - 造機車輌 2両 内外輸送（タキ3502 - タキ3503）
- 昭和30年度 - 8両
  - 造機車輌 8両 内外輸送（タキ3504 - タキ3511）
- 昭和31年度 - 2両
  - 造機車輌 2両 内外輸送（タキ3512 - タキ3513）
- 昭和32年度 - 4両
  - 造機車輌 4両 内外輸送（タキ3514 - タキ3517）
- 昭和33年度 - 2両
  - 造機車輌 2両 内外輸送（タキ3518 - タキ3519）
- 昭和34年度 - 26両
  - 富士重工業 11両 内外輸送（タキ3520 - タキ3522、タキ3538 - タキ3545）
  - 造機車輌 2両 内外輸送（タキ3523 - タキ3524）
  - 汽車製造 5両 内外輸送（タキ3525 - タキ3529）
  - 川崎車輛 5両 内外輸送（タキ3530 - タキ3534）
  - 富士重工業 1両 協和醗酵工業（タキ3535）
  - 東急車輌（改造所） 2両 内外輸送（タキ3536、タキ3537 : タキ15003、タキ15004よりの改造年度、種車は昭和32年度 川崎車輌製）
- 昭和35年度 - 15両
  - 富士重工業 13両 内外輸送（タキ3546 - タキ3558）
  - 造機車輌 2両 内外輸送（タキ3559 - タキ3560）
- 昭和36年度 - 32両
  - 富士重工業 30両 内外輸送（タキ3561 - タキ3575、タキ3578 - タキ3592）
  - 造機車輌 2両 内外輸送（タキ3576 - タキ3577）
- 昭和37年度 - 28両
  - 富士重工業 28両 内外輸送（タキ3593 - タキ3599、タキ13500 - タキ13520）
- 昭和38年度 - 30両
  - 富士重工業 10両 内外輸送（タキ13521 - タキ13530、タキ13541 - タキ13558）
  - 造機車輌 10両 内外輸送（タキ13531 - タキ13540）
  - 舞鶴重工業 10両 内外輸送（タキ13559 - タキ13568）
- 昭和39年度 - 10両
  - 舞鶴重工業 5両 内外輸送（タキ13569 - タキ13573）
  - 富士重工業 5両 内外輸送（タキ13574 - タキ13578）

## タサ5000形
タサ5000形は、アルコール専用の20t 積タンク車として1960年（昭和35年）1月30日に1両（コタサ5000）のみが製作された。記号番号表記は特殊標記符号「コ」（全長 12 m 以下）を前置し「コタサ」と標記する。
所有者は、協和発酵工業であり山陽本線の三田尻駅（現在の防府駅）を常備駅として運用された。
塗色は、黒色、全長は10,000mm、実容積は25.5m3、自重は15.5t、換算両数は積車4.0、空車1.8、最高運転速度は75km/h、台車はベッテンドルフ式のTR41Cである。
1977年（昭和52年）10月3日に廃車となり同時に形式消滅となった。